# Mazedo
Mazedo é uma povoação portuguesa do Município de Monção que foi sede da extinta Freguesia de Mazedo, freguesia que tinha 7,35 km² de área e 1 859 habitantes (2011), e, por isso, uma densidade populacional de 252,9 h/km².
A Freguesia de Mazedo foi extinta (agregada) pela reorganização administrativa de 2012/2013, tendo o seu território sido agregado ao da Freguesia de Cortes para criar a União de Freguesias de Mazedo e Cortes.

## População
| População da freguesia de Mazedo | População da freguesia de Mazedo | População da freguesia de Mazedo | População da freguesia de Mazedo | População da freguesia de Mazedo | População da freguesia de Mazedo | População da freguesia de Mazedo | População da freguesia de Mazedo | População da freguesia de Mazedo | População da freguesia de Mazedo | População da freguesia de Mazedo | População da freguesia de Mazedo | População da freguesia de Mazedo | População da freguesia de Mazedo | População da freguesia de Mazedo |
| -------------------------------- | -------------------------------- | -------------------------------- | -------------------------------- | -------------------------------- | -------------------------------- | -------------------------------- | -------------------------------- | -------------------------------- | -------------------------------- | -------------------------------- | -------------------------------- | -------------------------------- | -------------------------------- | -------------------------------- |
| 1864                             | 1878                             | 1890                             | 1900                             | 1911                             | 1920                             | 1930                             | 1940                             | 1950                             | 1960                             | 1970                             | 1981                             | 1991                             | 2001                             | 2011                             |
| 1 380                            | 1 531                            | 1 756                            | 1 792                            | 1 764                            | 1 831                            | 1 720                            | 2 037                            | 2 094                            | 2 178                            | 1 800                            | 2 340                            | 1 388                            | 1 428                            | 1 859                            |

| Distribuição da População por Grupos Etários | Distribuição da População por Grupos Etários | Distribuição da População por Grupos Etários | Distribuição da População por Grupos Etários | Distribuição da População por Grupos Etários | Distribuição da População por Grupos Etários | Distribuição da População por Grupos Etários | Distribuição da População por Grupos Etários | Distribuição da População por Grupos Etários | Distribuição da População por Grupos Etários |
| -------------------------------------------- | -------------------------------------------- | -------------------------------------------- | -------------------------------------------- | -------------------------------------------- | -------------------------------------------- | -------------------------------------------- | -------------------------------------------- | -------------------------------------------- | -------------------------------------------- |
| Ano                                          | 0-14 Anos                                    | 15-24 Anos                                   | 25-64 Anos                                   | > 65 Anos                                    |                                              | 0-14 Anos                                    | 15-24 Anos                                   | 25-64 Anos                                   | > 65 Anos                                    |
| 2001                                         | 231                                          | 200                                          | 774                                          | 223                                          |                                              | 16,2%                                        | 14,0%                                        | 54,2%                                        | 15,6%                                        |
| 2011                                         | 278                                          | 206                                          | 1054                                         | 321                                          |                                              | 15,0%                                        | 11,1%                                        | 56,7%                                        | 17,3%                                        |

## Património
- Igreja Paroquial de Mazedo;
- Capela da Senhora do Campo;
- Capela de Santa Cruz, em Requião.